# Percy Bysshe Shelley
Percy Bysshe Shelley (4. kolovoza 1792. – 8. srpnja 1822.), jedan od velikih engleskih pjesnika u pokretu romantizam. Iako tada neshvaćen, danas se smatra jednim od najboljih i najvećih pjesnika engleskog jezika.

## Životopis
Rodio se u Horshamu, Engleska. Školovao se kod kuće gdje je dobio osnovno obrazovanje. Prvi tutor bio mu je velečasni. Nakon osnovne škole ide na Eton. Tamo je izložen stalnom maltretiranju od strane nasilnika. Bio je meta jer je došao iz obitelji koja je imala veze s aristokracijom i zato što je izgledao kao djevojčica. Imao je mirnu narav i nije se tukao. Nasilnici su mu otimali knjige iz ruku i derali odjeću nakon čega bi se Percy rasplakao. Nakon Etona ide na Oxford.Prema legendi, tamo je bio na samo jednom predavanju, ali je čitao i do 16 sati dnevno.
Školu nikad nije pretjerano volio. Napisao je pamflet naslovljen "Potreba ateizma".To se akademskoj zajednici nije svidjelo. Odbivši poreći autorstvo spisa, izbačen je s Oxforda. Otac je intervenirao, ali da bi ga ponovo primili morao se odreći stavova koje je dotad zagovarao. Percy odbija i rastaje se s ocem. S 19. godina odlazi u Škotsku sa 16-godišnjom djevojkom Harriet koju ženi. S njom ima kćer, ali se od nje kasnije otuđio i napustio je.
Upoznao je Johna Keatsa dok je ovaj još bio donekle zdrav. Utjecao je i na Byrona, kao i Byron na njega. Na njega je utjecao i William Wordsworth. Sam Shelley je oblikovao najmanje dvije do tri generacije pjesnika iza njega ,među kojima se se ističu Alfred Tennyson i Robert Browning. Kad je bio u posjetu prijatelju Williamu Godwinu, upoznao je njegovu šarmantnu kćer, 16-godišnju Mary. S njom se oženio i imao djecu, no ona su umrla. To ga je shrvalo. Bio je i u egzilu. Umro je utopivši se prije 30. rođendana u Livornu.